# مذبحة كوشبي
مذبحة كوشبي أطلق النار في يوم 28 نوفمبر 2020 في قرية كوشيبي نيجيريا في ولاية بورنو. قُتل ما يصل إلى 110 من المدنيين والقرويين وأصيب ستة أثناء عملهم في حقول الأرز في قرية كوشيبي بالقرب من مدينة مايدوجوري في شمال شرق نيجيريا. يُعتقد أن عمليات تمرد بوكو حرام هي من نفذ الهجوم. كما تم اختطاف حوالي 15 امرأة.